# Calamaria palavanensis
Calamaria palavanensis е вид влечуго от семейство Calamariidae.

## Разпространение
Видът е разпространен във Филипини.